# Gorenje Kamenje
Gorenje Kamenje este o localitate din comuna Novo mesto, Slovenia, cu o populație de 83 de locuitori.